# Cinclosoma cinnamomeum
Cinclosoma cinnamomeum е вид птица от семейство Cinclosomatidae.

## Разпространение
Видът е разпространен в Австралия.